# نماء خارجي

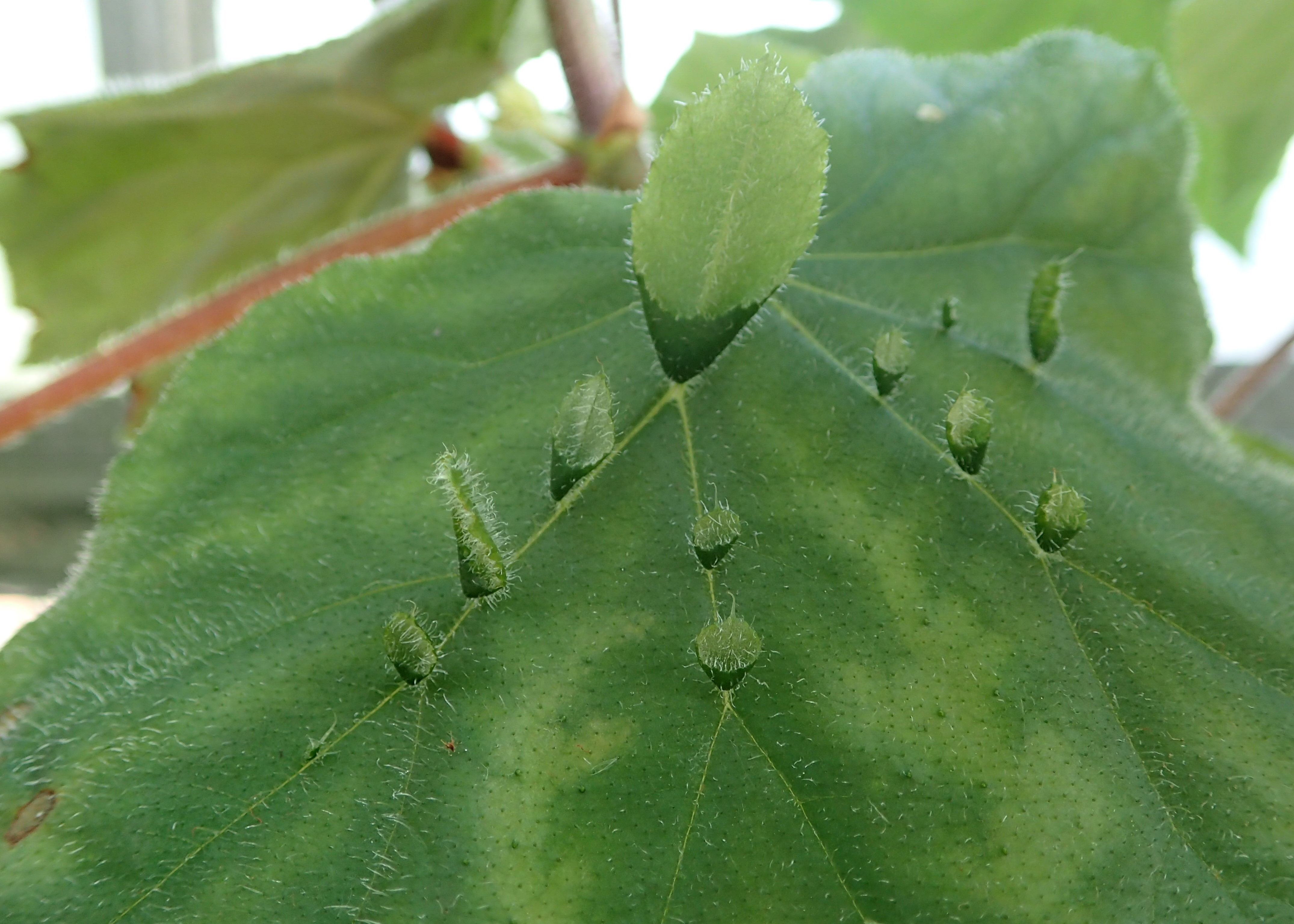

النماء الخارجي (بالإنجليزية: Enation)‏ هو عبارة عن تراكيب حرشفية شبيهة بالأوراق ولكن تختلف عن الأوراق في افتقارها للأنسجة الوعائية. يتم إنشاؤها بواسطة بعض أمراض النبات. تواجدت أيضًا في بعض النباتات المبكرة مثل الرينيا ونبتة سوادون، حيث افتراض أن وجودها يساعد في عملية التمثيل الضوئي.